# William Shaner
William Shaner (Colorado Springs, 24 de abril de 2001) es un deportista estadounidense que compite en tiro, en la modalidad de rifle. Participó en los Juegos Olímpicos de Tokio 2020, obteniendo una medalla de oro en la prueba de rifle de aire 10 m.

## Palmarés internacional
| Juegos Olímpicos | Juegos Olímpicos | Juegos Olímpicos | Juegos Olímpicos |
| Año              | Lugar            | Medalla          | Prueba           |
| ---------------- | ---------------- | ---------------- | ---------------- |
| 2020             | Tokio (Japón)    | Medalla de oro   | Rifle 10 m       |